# Volksabstimmungen in der Schweiz 1978
Dieser Artikel bietet eine Übersicht der Volksabstimmungen in der Schweiz im Jahr 1978.
In der Schweiz fanden auf Bundesebene 14 Volksabstimmungen statt, im Rahmen von vier Urnengängen am 26. Februar, 28. Mai, 24. September und 3. Dezember. Dabei handelte es sich um drei Volksinitiativen, neun fakultative Referenden und zwei obligatorische Referenden.

## Abstimmungen am 26. Februar 1978

### Ergebnisse
| Nr. | Vorlage | Art | Stimm- berechtigte | Abgegebene Stimmen | Beteiligung | Gültige Stimmen | Ja        | Nein      | Ja-Anteil | Nein-Anteil | Stände | Ergebnis |
| --- | --- | --- | ------------------ | ------------------ | ----------- | --------------- | --------- | --------- | --------- | ----------- | ------ | -------- |
| 279 | Eidgenössische Volksinitiative «für die vermehrte Mitbestimmung der Bundesversammlung und des Schweizervolkes im Nationalstrassenbau» | VI  | 3'821'750          | 1'842'057          | 48,54 %     | 1'800'793       | '0696'501 | 1'104'292 | 38,68 %   | 61,32 %     | 0:22   | nein     |
| 280 | Bundesgesetz über die Alters- und Hinterlassenenversicherung, Änderung vom 24. Juni 1977 (9. AHV-Revision)                            | FR  | 3'821'750          | 1'846'139          | 48,31 %     | 1'817'710       | 1'192'144 | '0625'566 | 65,58 %   | 34,42 %     | –      | ja       |
| 281 | Eidgenössische Volksinitiative «zur Herabsetzung des AHV-Alters»                                                                      | VI  | 3'821'750          | 1'847'239          | 48,33 %     | 1'828'237       | '0377'017 | 1'451'220 | 20,62 %   | 79,38 %     | 0:22   | nein     |
| 282 | Bundesbeschluss vom 7. Oktober 1977 über den Konjunkturartikel der Bundesverfassung                                                   | OR  | 3'821'750          | 1'834'367          | 48,00 %     | 1'714'764       | 1'172'130 | '0542'634 | 68,36 %   | 31,64 %     | 22:0   | ja       |

### Mitbestimmung im Nationalstrassenbau
Der Bau des Nationalstrassennetzes schritt rasch voran, doch zunehmend kam es in betroffenen Gebieten zu Auseinandersetzungen über die Linienführung. Auf besonders heftigen Widerstand stiess im Kanton Luzern die Route der N2 entlang dem Ostufer des Sempachersees, wo die Autobahn durch eine Schutzzone führen sollte. Als der Bundesrat und das Bundesgericht trotz aller Bedenken auf der Ausführung beharrten, sammelte der Journalist Franz Weber genügend Unterschriften für eine Volksinitiative. Sie verlangte, die Linienführung von Nationalstrassen dem fakultativen Referendum zu unterstellen – unter Einschluss aller bis 1973 noch nicht gebauten Strecken. Bundesrat und Parlament wiesen die Initiative zurück. Auf grundsätzliche Kritik stiess insbesondere das Vorgehen Webers, ein regionales Problem mit dem nationalen Instrument der Volksinitiative lösen zu wollen. Immerhin überwies der Nationalrat eine Motion, die vom Bundesrat eine vertiefte Überprüfung des 1960 beschlossenen Routennetzes verlangte. Neben Umweltschutzverbänden und dem LdU sprachen sich kleine linke und rechte Parteien sowie einzelne SP-Kantonalparteien für die Initiative aus. Auf Seiten der Gegner unterstrichen die bürgerlichen Parteien die Wichtigkeit eines vollständigen Nationalstrassennetzes und wiesen auf die Problematik der vorgeschlagenen Übergangsregelung hin. Über drei Fünftel der Abstimmenden und alle Kantone lehnten die Initiative ab.

### 9. Revision des AHV-Gesetzes
Die seit den frühen 1970er Jahren andauernde finanzielle Schieflage veranlasste den Bund dazu, seine Beiträge an die Alters- und Hinterlassenenversicherung (AHV) herabzusetzen, was zu Defiziten im AHV-Fonds führte. Mit der geplanten 9. AHV-Revision sollten einerseits die Finanzrechnung ausgeglichen und andererseits die Renten erhöht werden. Im Parlament kam es zu heftigen kontroversen Debatten. Um die Vorlage nicht zu gefährden, verabschiedeten beide Räte schliesslich einen einigermassen ausgewogenen Kompromissvorschlag. Vorgesehen waren unter anderem die Besteuerung allfälliger Erwerbseinkommen von Rentenbezügern, die Einschränkung der Beitragsermässigung von selbstständig Erwerbenden, Verzugszinsen für säumige Beitragszahler, die Erhöhung des Rentenalters für Frauen von 60 auf 62 Jahre und eine einmalige Erhöhung der ordentlichen Renten um 5 Prozent. Rechte Parteien brachten daraufhin ein Referendum zustande. Widerstand leisteten die LPS, die Republikaner und der Gewerbeverband, aber auch etliche Kantonalsektionen der bürgerlichen Regierungsparteien. Sie betrachteten jeden Ausbau der AHV-Renten als untragbar und die Streichung bisheriger Regelungen zugunsten weiterhin erwerbstätiger Rentner sowie von selbstständig Erwerbenden als gewerbefeindlich. Ein bürgerliches und ein sozialdemokratisches Aktionskomitee setzten sich für die Revision ein. Die Revision sei zukunftsgerichtet und finanziell tragbar; sie gehe in keiner Weise zu weit, sondern konsolidiere das Sozialwerk lediglich in seiner aktuellen Form. Fast zwei Drittel der Abstimmenden nahmen die Vorlage an.

### Herabsetzung des AHV-Alters
1974 lancierten die POCH und der PSA eine Volksinitiative, mit der sie die Herabsetzung des AHV-Rentenalters für Männer auf 60 Jahre und für Frauen auf 58 Jahre forderten. Der Bundesrat argumentierte, eine derart massive Herabsetzung sei finanziell untragbar und laufe den aktuell zur Diskussion stehenden Massnahmen der 9. AHV-Revision direkt zuwider. Das Parlament folgte dieser Einschätzung und wies das Begehren fast einstimmig zurück. Die Initianten erhielten lediglich Unterstützung von der PdA und zwei SP-Kantonalparteien. Sie machten geltend, «dass die Arbeiter und Angestellten das Rentenalter nicht müde und ausgelaugt erreichen sollen». Angesichts des immer rasanteren Arbeitstempos und der damit verbundenen Belastung sei die Herabsetzung des AHV-Alters dringend erforderlich. Alle anderen Parteien sowie die Arbeitnehmer- und Wirtschaftsdachverbände bekämpften die Initiative, da die finanziellen Folgekosten im Falle einer Annahme schlicht zu gross wären. Auch trage ein niedrigeres Rentenalter nicht dazu bei, das ebenfalls angesprochene Problem der Jugendarbeitslosigkeit zu lösen. Fast vier Fünftel aller Abstimmenden und sämtliche Kantone verwarfen die Initiative.

### Konjunkturartikel
Der 1975 vorgelegte Artikel zur Verankerung der Konjunkturpolitik in der Bundesverfassung hatte zwar die Mehrheit der Stimmenden erzielt, scheiterte aber an einem Patt beim Ständemehr. Ein Jahr später unterbreitete der Bundesrat dem Parlament einen neuen Entwurf mit ähnlicher Stossrichtung. Staatliche Interventionen waren in den Bereichen Geld- und Kreditpolitik, öffentliche Finanzen und Aussenwirtschaft vorgesehen. Hingegen wurden bei den finanzpolitischen Kompetenzen sämtliche Bestimmungen gestrichen, welche die Souveränität der Kantone und Gemeinden tangieren könnten. Das Parlament schwächte die Vorlage ab: Unternehmen mussten zwar Reserven für schlechte Zeiten bilden, doch dem Bund war es untersagt, Vorschriften über deren Verwendung zu machen. Da dem neuen Verfassungsartikel kontroverse Bestimmungen fehlten, gab es kaum nennenswerte Opposition. Nur die PdA sowie die äusserst föderalistisch gesinnten Unternehmer- und Gewerbeverbände im Kanton Waadt lehnten die Vorlage ab. Mehr als zwei Drittel der Abstimmenden und alle Kantonen genehmigten die Verfassungsänderung.

## Abstimmungen am 28. Mai 1978

### Ergebnisse
| Nr. | Vorlage | Art | Stimm- berechtigte | Abgegebene Stimmen | Beteiligung | Gültige Stimmen | Ja      | Nein      | Ja-Anteil | Nein-Anteil | Stände | Ergebnis |
| --- | --- | --- | ------------------ | ------------------ | ----------- | --------------- | ------- | --------- | --------- | ----------- | ------ | -------- |
| 283 | Zeitgesetz vom 24. Juni 1977                                                                                         | FR  | 3'835'650          | 1'879'954          | 49,00 %     | 1'850'238       | 886'376 | '0963'862 | 47,91 %   | 52,09 %     | –      | nein     |
| 284 | Zolltarifgesetz, Änderung vom 7. Oktober 1977                                                                        | FR  | 3'835'650          | 1'867'991          | 48,70 %     | 1'773'075       | 971'908 | '0801'167 | 54,81 %   | 45,19 %     | –      | ja       |
| 285 | Bundesgesetz vom 24. Juni 1977 über den Schutz der Schwangerschaft und die Strafbarkeit des Schwangerschaftsabbruchs | FR  | 3'835'650          | 1'874'512          | 48,86 %     | 1'792'252       | 559'103 | 1'233'149 | 31,20 %   | 68,80 %     | –      | nein     |
| 286 | Bundesgesetz vom 7. Oktober 1977 über die Förderung der Hochschulen und die Forschung                                | FR  | 3'835'650          | 1'875'881          | 48,90 %     | 1'829'478       | 792'458 | 1'037'020 | 43,32 %   | 56,68 %     | –      | nein     |
| 287 | Eidgenössische Volksinitiative «für 12 motorfahrzeugfreie Sonntage pro Jahr»                                         | VI  | 3'835'650          | 1'884'357          | 49,13 %     | 1'869'366       | 678'162 | 1'191'204 | 36,28 %   | 63,72 %     | 0:22   | nein     |

### Zeitgesetz
1941 und 1942 galt in der Schweiz die Sommerzeit, danach wieder ganzjährig die Mitteleuropäische Zeit. Die Ölkrise von 1973 führte zu verschiedenen politischen Vorstössen für die Wiedereinführung der Sommerzeit, weil man sich davon Energieeinsparungen erhoffte. Der Bundesrat teilte diese Meinung zwar nicht, erklärte sich aber zu einem Systemwechsel bereit, sollten die Nachbarstaaten einen solchen anstreben. 1978 zeichnete sich ab, dass dies europaweit in zwei Jahren geschehen würde. Nachdem das Parlament das vorgelegte Zeitgesetz beraten und angenommen hatte, ergriffen bäuerliche Kreise im Kanton Zürich erfolgreich das Referendum. Unterstützung erhielten sie vom Bauernverband, von der SVP und mehreren kleinen Parteien. Die Gegner kritisierten, der ständige Wechsel von Sommer- und Winterzeit störe den Arbeitsrhythmus von Mensch und Tier. Die übrigen bürgerlichen Parteien, aber auch der LdU und die PdA sprachen sich für das Zeitgesetz aus, denn nur so könne ein geordneter Grenzgänger-, Transit- und Fremdenverkehr sichergestellt werden. Eine knappe Mehrheit der Abstimmenden lehnte die Vorlage ab. Da alle Nachbarstaaten die Sommerzeit einführten, bildete die Schweiz im Sommer 1980 eine «Zeitinsel». Angesichts der dadurch entstehenden Probleme verabschiedete das Parlament ein neues Zeitgesetz, doch ein weiteres Referendum kam nicht zustande. Somit gilt die Sommerzeit seit 1981 auch in der Schweiz.

### Zolltarifgesetz
Die Finanzlage des Bundes blieb nach dem Nein zur Finanzordnung am 12. Juni 1977 weiterhin angespannt. In kurzer Zeit erarbeitete der Bundesrat erste Überbrückungsmassnahmen «zur Vermeidung untragbarer Defizite im Bundeshaushalt». Neben höheren Stempelabgaben und Tabaksteuern schlug er unter anderem den Abbau der Verbilligungsbeiträge des Bundes für Brot und Butter vor, mit denen der Bund jeweils die Differenz zwischen den Produktionskosten im Inland und dem Abgabepreis für Importgetreide ausglich. Geplant war also im Prinzip, die Verbilligung des Brotgetreides über eine Erhöhung der Einfuhrzölle zu reduzieren, wodurch der Brotpreis um etwa 5 Prozent ansteigen und der Bundeshaushalt dank zusätzlicher Zolleinnahmen um rund 118 Millionen Franken entlastet würde. Die SP ergriff mit Erfolg das Referendum, konnte damit aber nicht die im August 1977 vom Bundesrat vorgenommene (und im Zolltarifgesetz vorgesehene) sofortige Inkraftsetzung verhindern. Linke Parteien, die Gewerkschaften und der LdU kritisierten, die Massnahme treffe einseitig die Konsumenten und führe zu unverdienten Importgewinnen für einige Müller; ausserdem seien andere Sparmassnahmen gar nicht erwogen worden. Die bürgerlichen Parteien betonten, es handle sich lediglich um eine von mehreren Massnahmen, mit denen alle Bevölkerungsschichten belastet würden. In Anbetracht des Ausbaus des Sozialstaates in den vergangenen Jahren sei das zu erbringende Opfer bei dieser Gieskannensubvention marginal. Eine relativ knappe Mehrheit der Abstimmenden nahm die Vorlage an.

### Schwangerschaftsabbruch
Als Reaktion auf die später zurückgezogene Volksinitiative «für Straflosigkeit der Schwangerschaftsunterbrechung» schlug der Bundesrat 1974 mit der sogenannten erweiterten Indikationenlösung eine Liberalisierung der geltenden strafrechtlichen Bestimmungen vor. Demnach sollte ein Schwangerschaftsabbruch nicht mehr nur aus medizinischen, sondern auch aus sozialen, juristischen oder eugenischen Gründen zulässig sein. Kurz vor Beginn der Unterschriftensammlung für die Fristenlösungsinitiative beriet das Parlament den bundesrätlichen Vorschlag und wies dabei sowohl Forderungen nach einer Fristenlösung als auch nach einer restriktiveren Indikationenlösung zurück. Die Vorlage stiess auf wenig Begeisterung: Bundesrat Ernst Brugger bezeichnete sie als «Ersatz einer schlechten Lösung durch eine weniger schlechte». Daraufhin ergriffen sowohl rechtskonservative Abtreibungsgegner als auch die Schweizerische Vereinigung für Straflosigkeit des Schwangerschaftsabbruchs das Referendum. Für eine Überraschung sorgte der Meinungsumschwung der CVP, die eine erweiterte Indikationenlösung nun unterstützte. Damit wollte sie aber in erster Linie erreichen, dass die Diskussion um eine noch weiter reichende Liberalisierung beendet würde. Genau das Gegenteil erreichen wollten die Linken: Eine Ablehnung sollte den Weg zu einer liberaleren Gesetzgebung bahnen. Angesichts dieser «unheiligen Allianz» wenig überraschend fiel das Ergebnis deutlich zu Ungunsten der Vorlage aus.

### Hochschulförderung
Nach der Ablehnung des Bildungsartikels 1973 blieb das Hochschulwesen weiterhin in der Kompetenz der Kantone. Ebenso musste das Hochschulförderungsgesetz neu aufgegleist werden. Zwei Jahre später lag ein entsprechender Entwurf vor, zusammen mit einem neuen Forschungsgesetz. Dass die föderalistischen Bedenken ernst genommen wurden, zeigte sich insbesondere in der vorgeschlagenen neuen Organisationsstruktur. Dabei sollten die Hochschulkonferenz und der Wissenschaftsrat durch eine neue «Regierungskonferenz für Hochschulfragen» abgelöst werden, die in zentralen Bereichen Entscheidungsbefugnisse haben sollte. Unter anderem sollte sie über das Studienangebot entscheiden und dem Bund sowie den zuständigen Kantonsregierungen die Genehmigung der Mehrjahresprogramme beantragen. Obwohl das Parlament die Vorlage mit nur wenigen Gegenstimmen verabschiedete, ergriffen konservative Kreise das Referendum, wobei der Gewerbeverband federführend war. Angesichts der leeren Bundeskasse sei es verantwortungslos, den ohnehin schon verwöhnten Hochschulen noch mehr finanzielle Mittel in Aussicht zu stellen. Ausserdem seien in gewissen Studiengängen bereits jetzt Überkapazitäten vorhanden. Alle anderen Parteien unterstützten den neuen Bildungsartikel. Sie verwiesen auf die bisher mangelhafte Koordination und das gerechtere Finanzierungsmodell. Trotz der Unterstützung fast aller Parteien lehnten Volk und Stände die Verfassungsänderung ab; Ja-Mehrheiten gab es nur in den Kantonen Basel-Stadt, Genf, Neuenburg und Tessin. Hauptmotiv scheint das verbreitete Misstrauen gegenüber den Universitäten gewesen zu sein.

### Autofreie Sonntage
Eine Gruppe von Studenten des Technikums Burgdorf reichte 1975 eine Volksinitiative ein. Sie forderte zwölf autofreie Sonntage im Jahr, um die Erfahrungen der Ölkrise von 1973 im Sinne des Umweltschutzes zu nutzen (damals waren acht solcher Tage zur Benzineinsparung angeordnet worden). Eine 1974 in Absprache mit den Initianten im Nationalrat deponierte Motion verfolgte dasselbe Ziel über eine Änderung des Strassenverkehrsgesetzes. Bundesrat und Parlament wiesen die Initiative entschieden zurück. Konkret forderte sie, dass am zweiten Sonntag jedes Monats in der ganzen Schweiz jeglicher private Motorfahrzeug- und Motorflugzeugverkehr zu Lande, zu Wasser und in der Luft untersagt werden soll, und zwar jeweils von Sonntag 03:00 Uhr bis Montag 03:00 Uhr. Die Initianten betonten, es gehe ihnen vor allem darum, zum Nachdenken anzuregen und die Bevölkerung zu einem bewussteren Umgang mit dem Auto zu motivieren; Freizeitaktivitäten seien auch ohne Motorfahrzeug möglich. Unterstützung erhielten sie von der LdU, der EVP, den POCH und der Nationalen Aktion. Sämtliche bürgerlichen Parteien und die Interessenverbände der Autoindustrie bekämpften die Initiative. Sie zeigten zwar durchaus Verständnis für das Anliegen, wehrten sich aber gegen gesetzlich festgelegte Einschränkungen des motorisierten Privatverkehrs. Vertreter der Tourismusbranche und der Autoindustrie warnten zudem vor grossen wirtschaftlichen Schäden. Knapp zwei Drittel der Abstimmenden und alle Kantone lehnten die Initiative ab.

## Abstimmung am 24. September 1978

### Ergebnis
| Nr. | Vorlage                                                             | Art | Stimm- berechtigte | Abgegebene Stimmen | Beteiligung | Gültige Stimmen | Ja        | Nein    | Ja-Anteil | Nein-Anteil | Stände | Ergebnis |
| --- | ------------------------------------------------------------------- | --- | ------------------ | ------------------ | ----------- | --------------- | --------- | ------- | --------- | ----------- | ------ | -------- |
| 288 | Bundesbeschluss vom 9. März 1978 über die Gründung des Kantons Jura | OR  | 3'848'961          | 1'618'463          | 42,04 %     | 1'591'714       | 1'309'841 | 281'873 | 82,29 %   | 17,71 %     | 22:0   | ja       |

### Gründung des Kantons Jura
Der schwelende Jurakonflikt im französischsprachigen Norden des Kantons Bern sollte nach zwei Jahrzehnten heftiger politischer Auseinandersetzungen endlich einer Lösung zugeführt werden. Am 23. Juni 1974 befürworteten die Stimmberechtigten der sieben betroffenen Amtsbezirke im Jura mit knapper Mehrheit die Schaffung eines neuen Kantons, wobei es deutliche Unterschiede gab. Während die Zustimmung in den Bezirken Delémont, Porrentruy und Franches-Montagnes überwältigend war, stimmten die übrigen Bezirke Courtelary, La Neuveville, Laufen und Moutier zum Teil deutlich dagegen. Letztere verblieben beim Kanton Bern (Laufen wechselte 1994 zum Kanton Basel-Landschaft), während die zustimmenden Bezirke den neu zu schaffenden Kanton Jura bilden sollten. Ein in den drei nördlichen Bezirken gewählter Verfassungsrat legte 1977 eine Verfassung vor, die dort angenommen wurde. Um die Kantonsgründung auch bundesrechtlich vollziehen zu können, beantragte der Bundesrat im selben Jahr eine entsprechende Verfassungsänderung. Beide Parlamentskammern stimmten zu, der Ständerat sogar einstimmig. Der eidgenössischen Abstimmung ging eine gross angelegte Kampagne der Befürworter voraus, an der sich praktisch die gesamte politische Elite des Landes beteiligte; Widerstand gab es nur von den kleinen Rechtsaussenparteien. Hauptsächliches Argument für die Gründung eines neuen Kantons war die Auffassung, dass die Jurassier ein Recht auf Selbstbestimmung hätten. Die wenigen Gegner verurteilten die Methoden der Separatistenbewegung Rassemblement jurassien und bemängelten die teilweise unkonventionelle Kantonsverfassung. Über vier Fünftel der Abstimmenden und alle Kantone stimmten der Gründung des 23. Kantons zu, die geringste Unterstützung resultierte erwartungsgemäss im Kanton Bern mit 69,6 Prozent.

## Abstimmungen am 3. Dezember 1978

### Ergebnisse
| Nr. | Vorlage                                                                                       | Art | Stimm- berechtigte | Abgegebene Stimmen | Beteiligung | Gültige Stimmen | Ja        | Nein    | Ja-Anteil | Nein-Anteil | Stände | Ergebnis |
| --- | --------------------------------------------------------------------------------------------- | --- | ------------------ | ------------------ | ----------- | --------------- | --------- | ------- | --------- | ----------- | ------ | -------- |
| 289 | Milchwirtschaftsbeschluss vom 7. Oktober 1977                                                 | FR  | 3'857'162          | 1'664'404          | 43,15 %     | 1'594'991       | 1'092'586 | 502'405 | 68,50 %   | 31,50 %     | –      | ja       |
| 290 | Tierschutzgesetz vom 9. März 1978                                                             | FR  | 3'857'162          | 1'668'916          | 43,27 %     | 1'639'297       | 1'339'252 | 300'045 | 81,70 %   | 18,30 %     | –      | ja       |
| 291 | Bundesgesetz vom 9. März 1978 über die Erfüllung sicherheitspolizeilicher Aufgaben des Bundes | FR  | 3'857'162          | 1'669'239          | 43,27 %     | 1'644'031       | '0723'719 | 920'312 | 44,02 %   | 55,98 %     | –      | nein     |
| 292 | Bundesgesetz vom 19. April 1978 über die Berufsbildung                                        | FR  | 3'857'162          | 1'664'912          | 43,15 %     | 1'610'125       | '0902'379 | 707'746 | 56,04 %   | 43,96 %     | –      | ja       |

### Milchwirtschaftsbeschluss
Die massive Zunahme der Milchproduktion schlug mit bis zu 600 Millionen Franken jährlich zu Buche, wovon der Bund mehr als die Hälfte übernehmen musste. Im Dezember 1976 präsentierte der Bundesrat einen neuen Milchwirtschaftsbeschluss. Dieser sah eine Verschärfung des Milchpreisabzugs bei Überschreiten der vom Bund festgesetzten, gesamthaft zu produzierenden Basismilchmenge vor (Globalkontingent). Die bisherige Staffelung sollte wegfallen und grundsätzlich nur noch der Höchstsatz von 40 Rappen pro Kilogramm angewendet werden. Bei anhaltender Überproduktion würde das Globalkontingent durch einzelbetriebliche Milchkontingente ersetzt. Auf Druck der Bauernlobby schwächte das Parlament das Gesetz ab und stimmte ihm schliesslich mit grosser Mehrheit zu. Der Union des producteurs suisses (heute Uniterre) und weiteren oppositionellen Bauernorganisationen ging selbst der Kompromiss zu weit, weshalb sie das Referendum ergriffen. Im Abstimmungskampf versuchten die landwirtschaftlichen Dachorganisationen mit Unterstützung der bürgerlichen Parteien, ihrer Basis die Einzelkontingentierung als notwendiges Übel verständlich zu machen. Hingegen bezeichneten die Linken und der LdU den Milchwirtschaftsbeschluss als reine Alibiübung und forderten eine grundsätzliche Reform der Agrarpolitik. Über zwei Drittel der Abstimmenden nahmen die Vorlage an, wobei Nachbefragungen ergaben, dass keine der beiden Seiten wirklich überzeugend gewesen sei.

### Tierschutzgesetz
Mit der Annahme des Tierschutzartikels im Dezember 1973 ging die Befugnis zur Gesetzgebung im Bereich Tierschutz von den Kantonen an den Bund über. Daraufhin erarbeitete eine vom Bundesrat eingesetzte Studienkommission einen Vorentwurf, der zum Teil auf dem deutschen Tierschutzgesetz aus dem Jahr 1972 basierte. Der 1975 präsentierte Vorschlag enthielt Vorschriften über die Tierhaltung, den Handel und die Werbung mit Tieren sowie über Tiertransporte und Tierversuche. Das seit 1893 in der Bundesverfassung festgeschriebene Schächtverbot sollte bestehen bleiben. Die Vernehmlassung fiel überwiegend positiv aus, doch die Kommission entschloss sich dazu, verbotene Tierhaltungsarten per Verordnung festlegen zu lassen. Nach intensiven Diskussionen über das Verbot des Schächtens und von Legebatterien stimmte das Parlament dem Gesetz zu. Die Genfer Liga zur Bekämpfung der Vivisektion ergriff das Referendum, wurde aber nur vom PSA unterstützt. Sie wehrten sich insbesondere gegen die Vorschriften über Tierversuche und Tierhaltung, die zu unverbindlich seien. Ebenso waren sie der Meinung, dass auf die meisten Tierversuche verzichtet werden könne. Die meisten Parteien und Tierschutzorganisationen setzten sich für das neue Gesetz ein. Mehr als vier Fünftel der Abstimmenden gaben ihm die Zustimmung.

### Sicherheitspolizeigesetz
Aufgrund des weltweit zunehmenden Terrorismus entschloss sich der Bundesrat 1976 dazu, erneut ein Projekt zur Schaffung einer «interkantonalen mobilen Polizei» auszuarbeiten, das sechs Jahre zuvor am Widerstand des Kantons Genf gescheitert war. Diese Truppe sollte aus Beständen der Kantonspolizeien zusammengesetzt, vom Bund ausgebildet und vom Bundesrat befehligt werden. Ihre Aufgaben sollten der Schutz von diplomatischen Vertretungen, internationalen Organisationen, Konferenzen, Staatsoberhäuptern, Bundesbehörden, wichtigen Gebäuden und Anlagen des Bundes sowie die Bekämpfung von Anschlägen gegen die Luftfahrt sein. In der parlamentarischen Debatte wehrten sich die Linken vergeblich gegen den Passus, wonach die Wahrung der öffentlichen Ordnung ausdrücklich auch zu den Aufgaben der neuen Sicherheitspolizei gehören soll. Noch vor der Bereinigung der letzten Differenzen kündigten sozialistische und konservativ-föderalistische Kreise ein Referendum an, das auch zustande kam. Die bürgerlichen Befürworter betonten die Notwendigkeit einer koordinierten Terrorbekämpfung, jedoch scherten vor allem in der Romandie einige Kantonalparteien aus und schlossen sich den Gegnern um SP, LdU, PdA, PSA und POCH an. Ihr Widerstand richtete sich vor allem gegen die 1000 Mann starke Truppe, die für die Wahrung der öffentlichen Ordnung zuständig sein sollte, denn sie befürchteten eine Einschränkung der Demonstrationsfreiheit. Ausserdem zweifelten sie die Verfassungsmässigkeit an, da der Bund zur Aufrechterhaltung der inneren Sicherheit ausschliesslich die Armee einsetzen kann. Eine deutliche Mehrheit lehnte die Vorlage ab, wobei vor allem in der Romandie, bei der jüngeren Generation und in der Arbeiterschaft sehr hohe Nein-Anteile zu verzeichnen waren.

### Berufsbildungsgesetz
1975 präsentierte eine vom Bundesrat eingesetzte Expertenkommission einen Vorentwurf zur Revision des Berufsbildungsgesetzes, die eine schnellere Anpassung an die sich verändernden wirtschaftlichen und gesellschaftlichen Rahmenbedingungen erlauben sollte. Verbessert werden sollten die praktische Ausbildung im Betrieb und der berufliche Unterricht, wobei für letzteren ein Obligatorium vorgesehen war. Ebenfalls obligatorisch sollten Ausbildungskurse für Lehrmeister sein. Die Vorschläge stiessen bei den Gewerkschaften, die sich für eine noch breitere Grundausbildung einsetzten, auf Enttäuschung. Nach der Annahme des Gesetzes durch das Parlament ergriff der Schweizerische Gewerkschaftsbund das Referendum. Zusammen mit den linken Parteien warf er den Bundesrat vor, dass mit dem neuen Gesetz lediglich die Interessen der Arbeitgeber geschützt und jene der Arbeitnehmer vernachlässigt würden. Insbesondere kritisierten sie die gesetzliche Anerkennung der in ihren Augen ungenügenden Anlehre. Auf der anderen Seite argumentierten die bürgerlichen Parteien und die Arbeitgeberverbände, dass das Gesetz der beruflichen Realität entspreche und eine praxisnahe Berufslehre ermögliche. Eine deutliche Mehrheit der Abstimmenden nahm das Gesetz an.